# Hondey Tégui
Hondey Tégui (auch: Hondaye Koira Tégui, Hondeye Tégui, Hondey Kemssi, Hondey Kimsi, Hondey Koara Tégui, Hondey Koira Tégui, Hondey Tagui) ist ein Dorf in der Landgemeinde Namaro in Niger.

## Geographie
Das von einem traditionellen Ortsvorsteher (chef traditionnel) geleitete Dorf liegt am rechten Ufer des Flusses Niger. Es befindet sich rund sieben Kilometer südöstlich des Hauptorts Namaro der gleichnamigen Landgemeinde, die zum Departement Kollo in der Region Tillabéri gehört. Zu den Siedlungen in der näheren Umgebung von Hondey Tégui zählen Hondey Zéno stromaufwärts im Nordwesten, Niamé am gegenüberliegenden Flussufer im Nordosten und Darra stromabwärts im Südosten.
Hondey Tégui ist Teil der Übergangszone zwischen Sahel und Sudan. Die durchschnittliche jährliche Niederschlagshöhe beträgt hier zwischen 400 und 500 mm.

## Geschichte
Hondey Tégui wurde 2023 als einer von 20 Orten im Departement Kollo als „Modelldorf“ der Initiative Spotlight zertifiziert. Das 2019 in Niger begonnene Programm zielte auf die Beseitigung geschlechtsspezifischer Gewalt und schädlicher Praktiken. Es wurde von der Europäischen Union finanziert und vom UNDP, dem UNFPA, den UN Women und der UNICEF umgesetzt.

## Bevölkerung
Bei der Volkszählung 2012 hatte Hondey Tégui 2228 Einwohner, die in 277 Haushalten lebten. Bei der Volkszählung 2001 betrug die Einwohnerzahl 1059 in 131 Haushalten und bei der Volkszählung 1988 belief sich die Einwohnerzahl auf 1581 in 209 Haushalten.

## Wirtschaft und Infrastruktur
Die Hauptaktivitäten in der Senke entlang des Niger-Flusses, in der Hondey Tégui liegt, sind der Ackerbau, die Viehzucht, die Fischerei und der Verkauf von Holz. Es werden Hirse, Sorghum, Augenbohnen, Okra, Süßkartoffeln, Kürbisse und weiteres Gemüse angebaut. Für die Milchproduktion werden Rinder gehalten. Zwischen Ackerbauern und Viehzüchtern kommt es zu Landnutzungskonflikten. Es gibt eine Schule im Dorf. Durch Hondey Tégui verläuft die 214,1 Kilometer lange Nationalstraße 4 zwischen der Hauptstadt Niamey und der Staatsgrenze zu Burkina Faso.